# Журавель сірий
Журавель сірий (Grus grus) — великий птах, що мешкає в Європі і Азії, третій за чисельністю вид родини журавлевих. Середніх розмірів, це єдиний вид журавлів, що широко розповсюджений в Європі, окрім журавля степового (Grus virgo) та журавля білого (Leucogeranus leucogeranus), які поширені лише в далекосхідній частині континенту. Один з 10 видів роду, один з 2 видів роду у фауні України, представлений номінативним підвидом.

## Опис

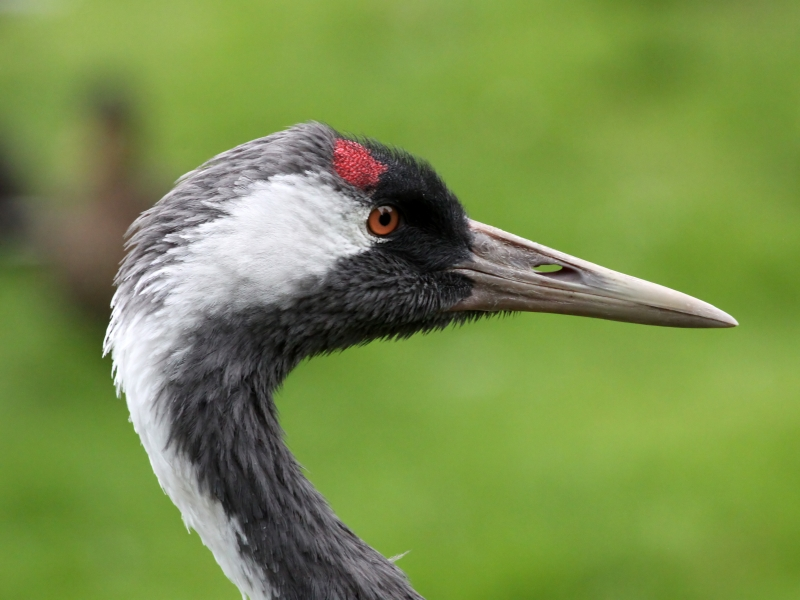
Голова зблизька

Журавель сірий — великий, поставний птах, середній за розміром журавель. Його довжина становить 100—130 см, а розмах крил — 180—240 см. Вага тіла може коливатися від 3 до 6,1 кг, причому номінативний підвид в середньому важить близько 5,4 кг, а східний підвид (G. g. lilfordi) — в середньому 4,6 кг.
Він має гучний трубний крик, який використовує в польоті та при шлюбній демонстрації. Крик пронизливий, його можна почути на значній відстані.

## Поширення
На території України гніздиться на Поліссі, іноді в заболочених долинах річок Лівобережного Лісостепу. Під час сезонних міграцій зустрічається по всій території, концентрується у Присивашші, де зареєстровано поодинокі гнізда. В минулому ареал виду охоплював весь помірний пояс Євразії. Тепер європейська частина ареалу дуже скоротилася (поширений головним чином на Скандинавському півострові). Зимує у Північній Африці, Західній та Південній Азії.

## Чисельність та причини її зміни
Чисельність в Європі оцінена в 74—110 тис. пар.
В Україні гніздиться імовірно, від 500—600 до 700—850 пар. На початку 60-х рр. 20 ст. 400—450 пар гніздилося на Поліссі та 50—60 пар — на Лівобережжі. Причинами зміни чисельності є скорочення площі боліт внаслідок осушування. Посилення фактора непокоєння та винищування птахів людиною. Використання пестицидів.

## Особливості біології

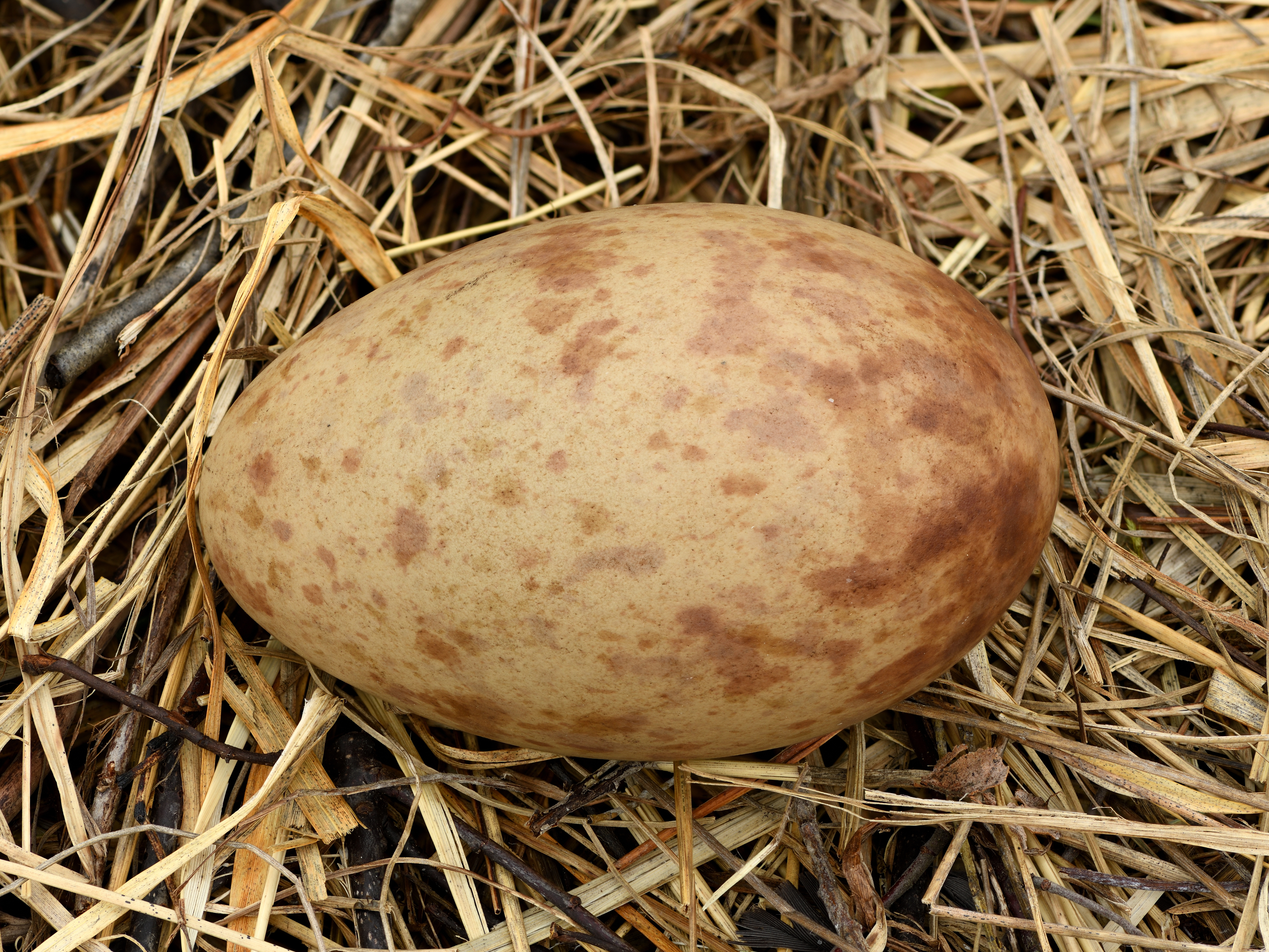
Яйце сірого журавля

Місця перебування: важкоприступні, частіше лісові, болота в долинах річок та навколо великих озер; у Присивашші — солонцюватий приморський степ. Перелітний птах. Весняний проліт відбувається у березні — на початку травня. В місцях гніздування з'являється наприкінці березня — в 1-й половині квітня. Моногамний, пари постійні. Гнізда (зі стебел, листя, шматочків торфу, моху) влаштовує на сухому місці серед болота (на купині або дернині), частіше на межі лісу і болота. У кладці 1—3 яйця (квітень). Насиджують (після відкладання першого яйця) самка і самець (28—31 день). Пташенята підіймаються на крило у 65-70-денному віці (остання декада липня — перша половина серпня) Статевозрілим стає на 4-6-му році життя. Відліт і осінній проліт триває з 2-ї декади вересня до середини жовтня. Живиться переважно рослинною їжею (зелені частини рослин, насіння злаків, ягоди брусниці, журавлини); поїдає також комах, молюсків, червів, дрібних хребетних, яйця птахів тощо.

## Охорона
Охороняється Боннською та Бернською конвенціями, угодою AEWA. Включено до Червоної книги України (1994, 2009). В Україні охороняється в Поліському природному заповіднику, де гніздиться близько 20 пар. Треба створити заповідні ділянки в околицях с Перебродів Дубровицького району Рівненської області, у Петрівському лісництві Ізюмського лісгоспу Харківської області, у долині р. Самари (Дніпропетровська обл.) та сезонні заказники на ділянках боліт, де гніздиться журавель сірий.

## Галерея

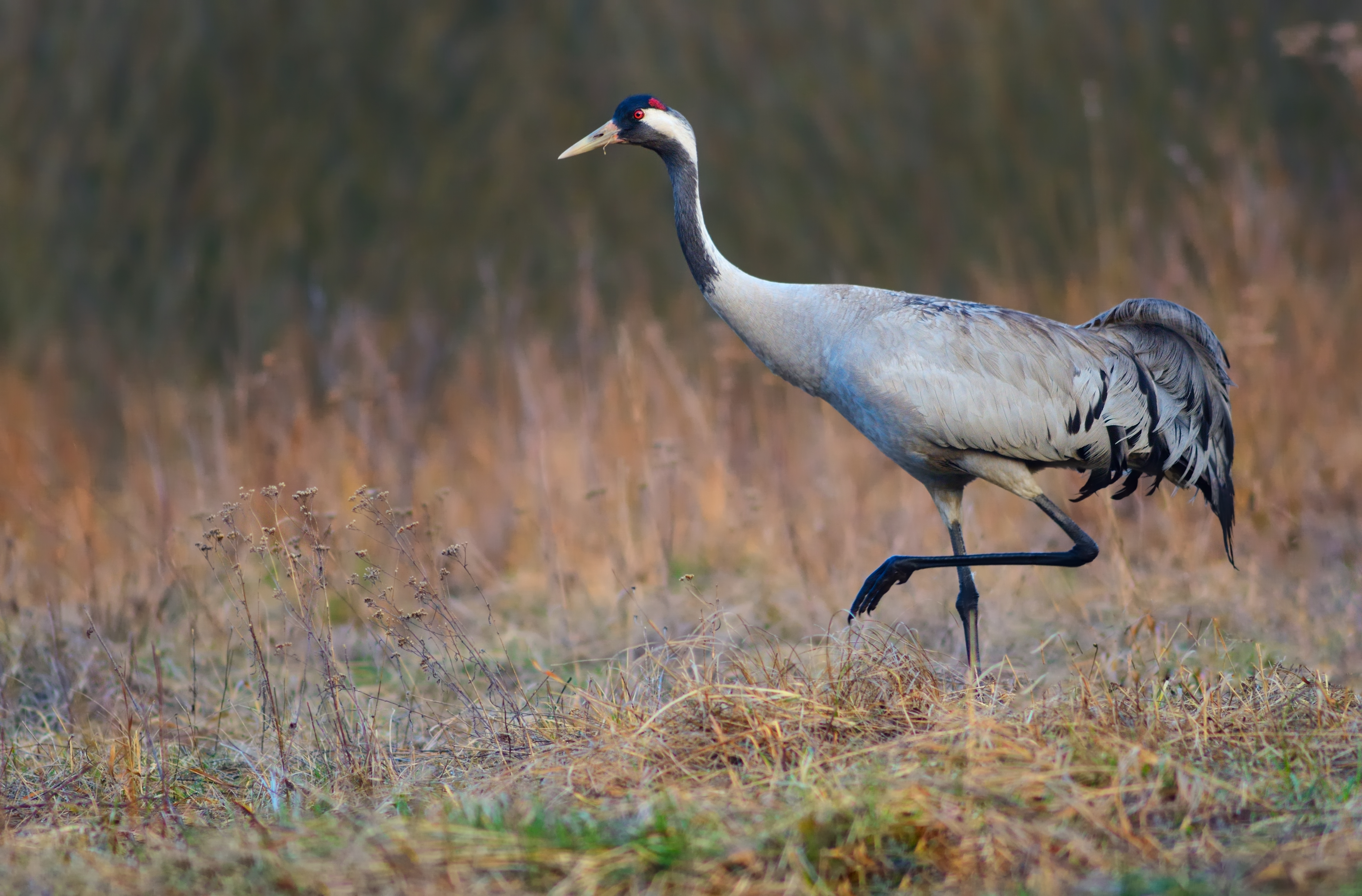
Бондарівське болото, с. Отрохи, Чернігівщина
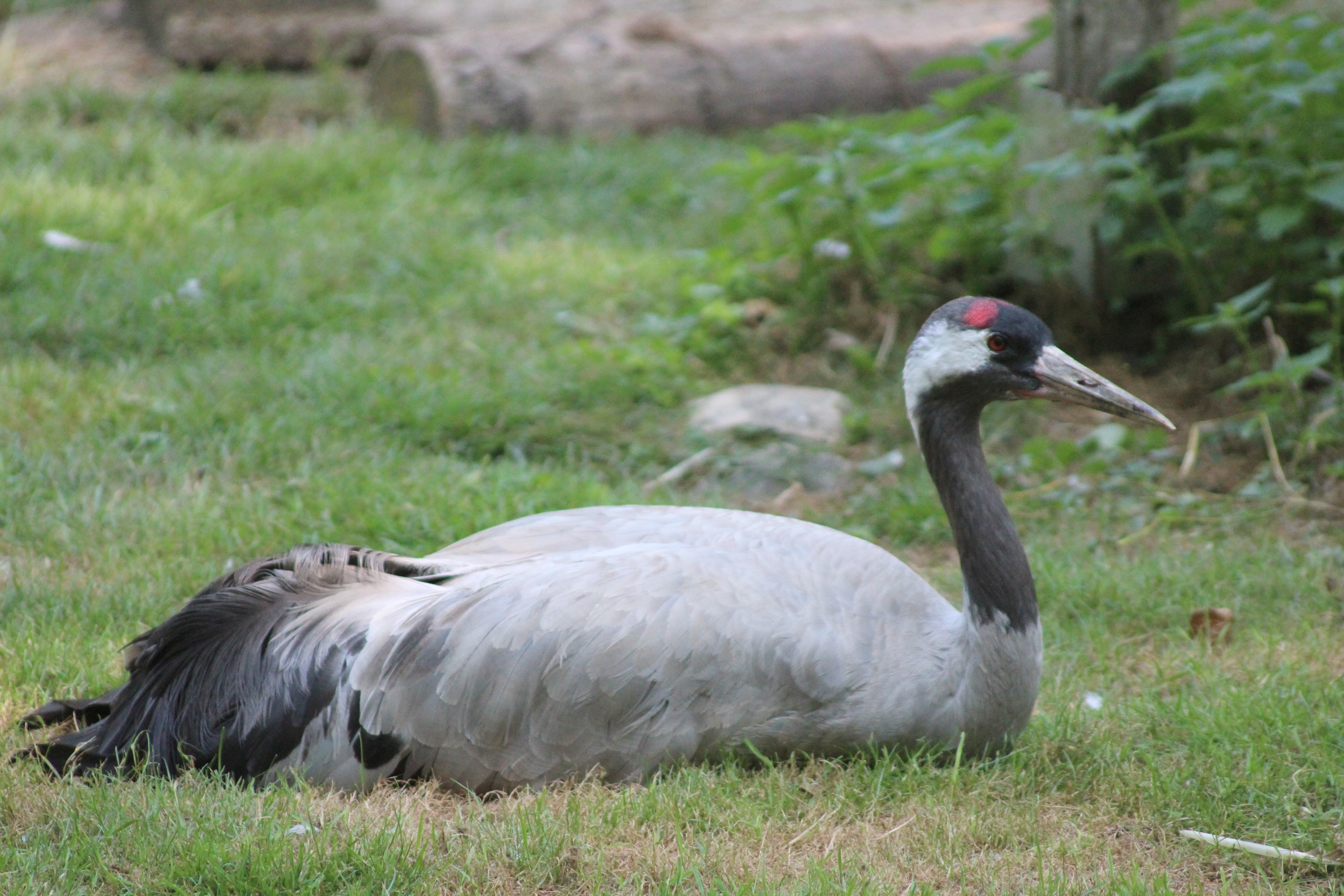
Фото з Сен-Ілер-ла-Палю, Франція
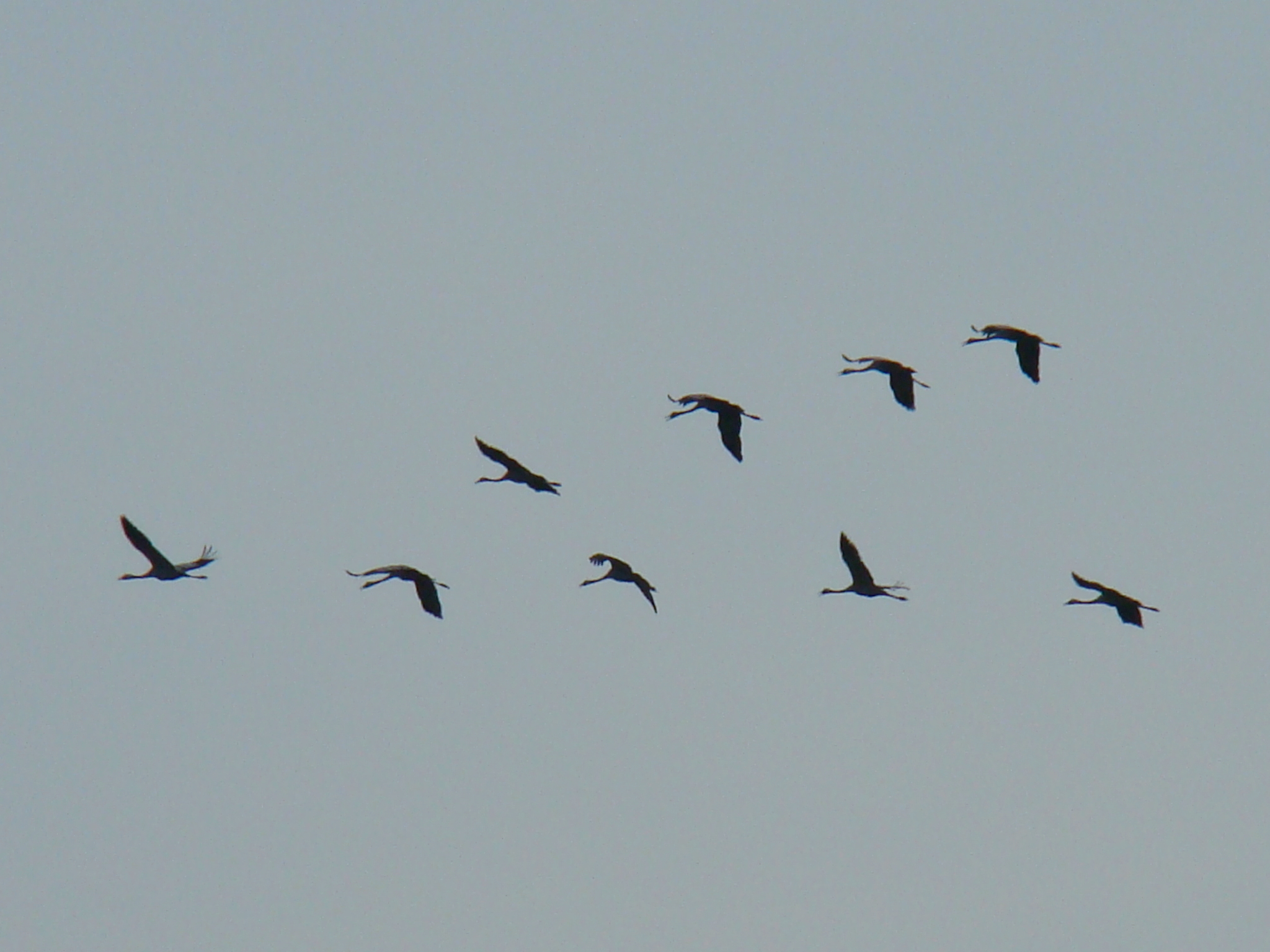
Летять у ключі коло Каунаса, Литва
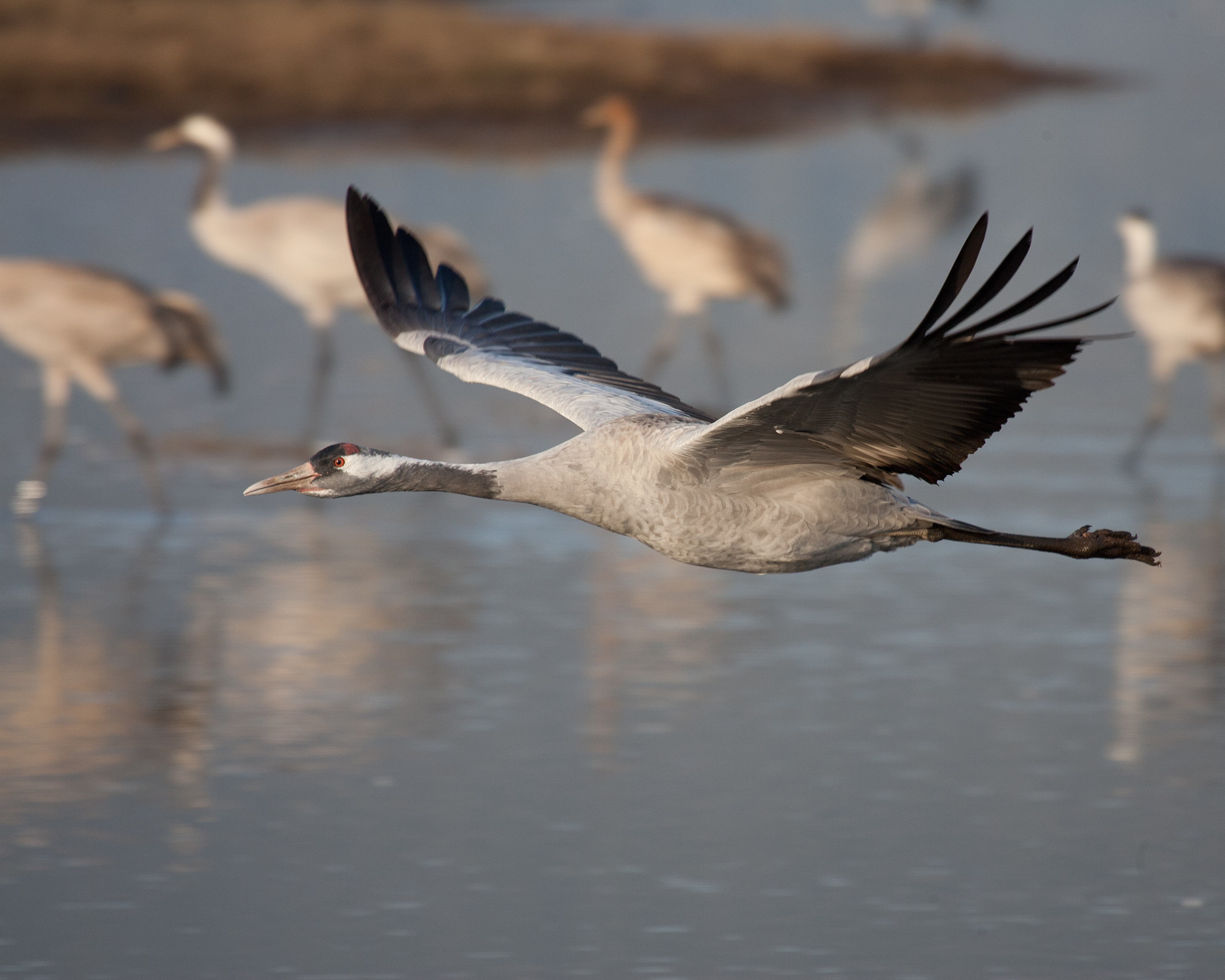
У польоті, долина Хула, Ізраїль
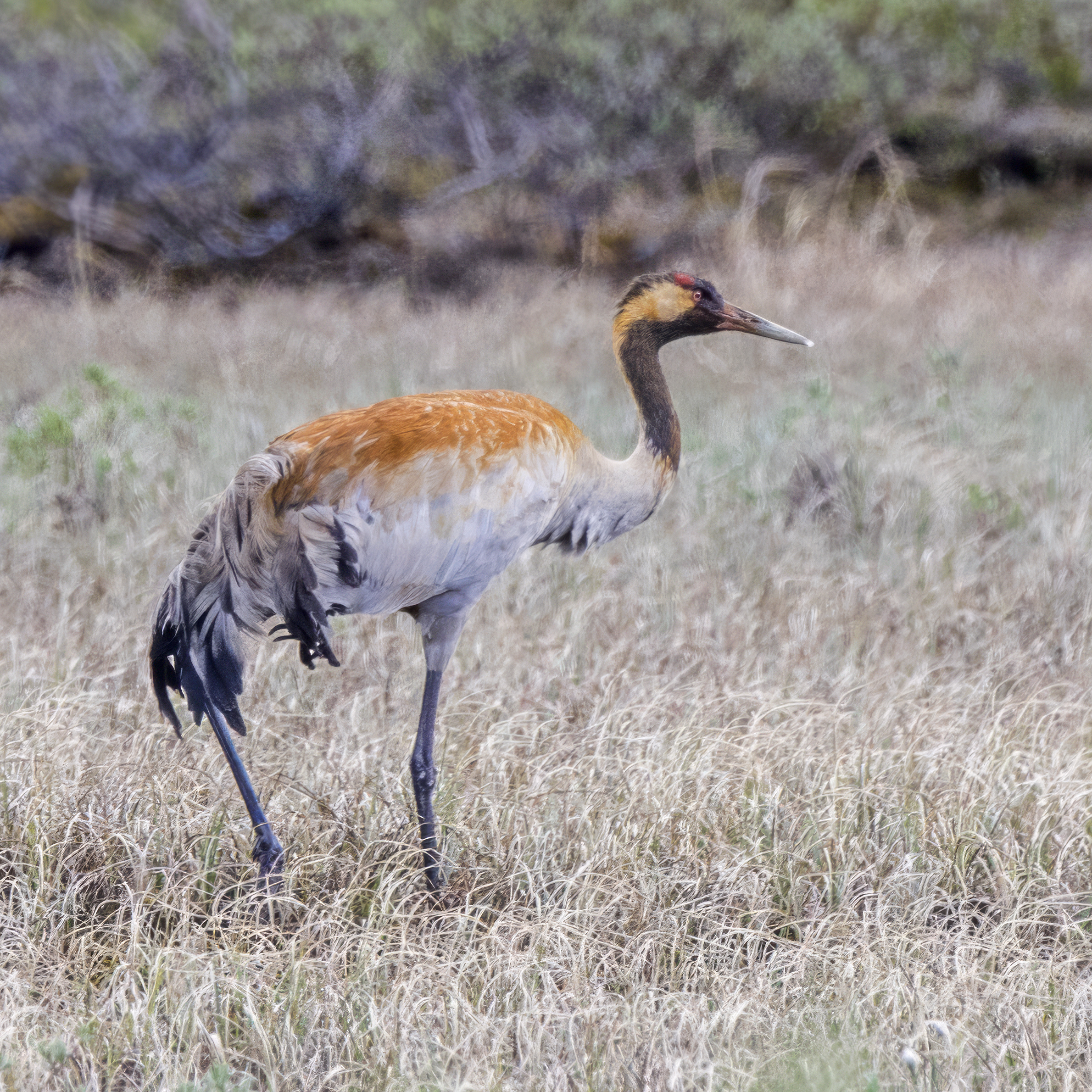
Підрослий журавель, коло Оппдалу, Норвегія
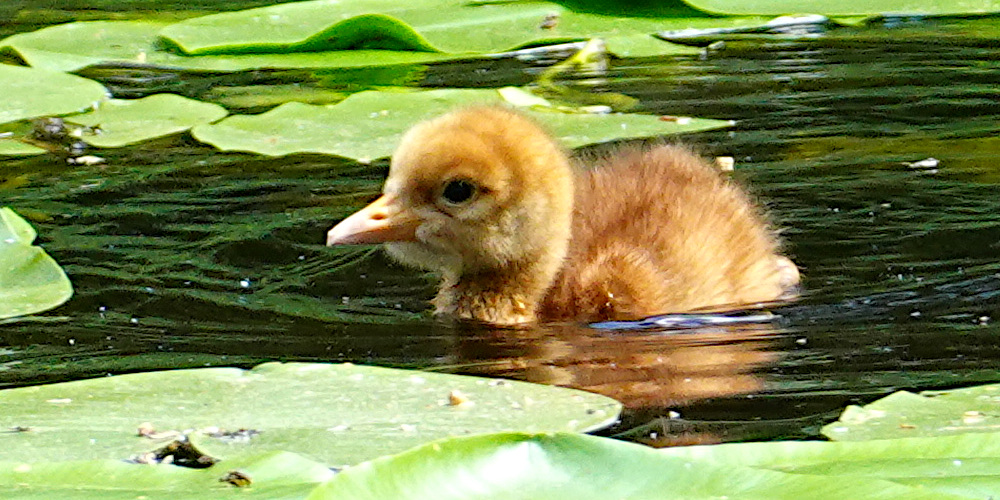
Пташеня на воді, Тідан, Швеція